# 达科塔·梅耶
达科塔·梅耶（英語：Dakota Meyer，1988年6月26日—）是美国海军陆战队的一名現役军人，因2009年9月8日在阿富汗的一次战斗中的英勇表现而获得美国政府的最高军事荣誉勋章“国会荣誉勋章”。
达科塔·梅耶出生于美国肯塔基州的格林斯堡，2006年高中毕业后加入美国海军陆战队。2007年，他作为海军陆战队第三陆战团第三营的一名狙击手，被派往伊拉克费卢杰服役，后来被派到阿富汗西部的库纳尔省。2009年9月8日，阿富汗政府军和美军在前往库纳尔省甘加尔村准备会见几名当地部落长老的途中在山谷中遭到伏击。在山谷入口原地待命的达科塔·梅耶与炮兵中士胡安·罗德里格兹·查韦斯得到消息后，前后五次进入山谷，救出13名美军士兵和23名阿富汗政府军士兵，最后找回了4名美军阵亡士兵的遗体。凭借这一英勇表现，梅耶被擢升为中士，并被授予“国会荣誉勋章”，查韦斯则被授予“海军十字勋章”。
2010年，达科塔·梅耶退役。

2025年4月17日，達科塔·梅耶再次入伍，成為一名預備役士官。